# الخصم المغالي
الخصم المغالي في الاقتصاد، وهو نموذج غير متسق مع الزمن لخصم التأخير. وأحد الركائز الأساسية للاقتصاد السلوكي   ويُدرس أساسه الدماغي بشكل نشط من قبل الباحثين في الاقتصاد العصبي. 
وفقاً لنهج المنفعة المخصومة، فإن الاختيارات بين الفترات الزمنية لا تختلف عن الاختيارات الأخرى، فيما عدا أن بعض العواقب تتأخر وبالتالي يجب توقعها وخصمها (أي إعادة ترجيحها لتأخذ هذا التأخير في الاعتبار).
بالنظر إلى مكافأتين متشابهتين، يُظهر البشر تفضيلًا للمكافئة التي تصل في إطار زمني أسرع. ويقال إن البشر يخفضون قيمة المكافأة المؤجّلة بعامل يزيد مع طول التأخير. في العالم المالي، عادة ما تُصمم هذه العملية في شكل خصم أسّي، وهو نموذج خصم ثابت مع الوقت. وقد أظهرت العديد من الدراسات النفسية منذ ذلك الحين انحرافات في التفضيل الغريزي عن معدل الخصم الثابت المفترض في الخصم الأسي.  يعد الخصم المغالي نموذجًا رياضيًا بديلًا يتوافق بشكل أوثق مع هذه النتائج. 
وفقا للخصم المغالي، تنخفض التقييمات بسرعة نسبيا لفترات تأخير سابقة (كما هو الحال، من الآن إلى أسبوع واحد)، ولكنها تنخفض بعد ذلك بشكل أبطأ لفترات تأخير أطول (على سبيل المثال، أكثر من بضعة أيام). على سبيل المثال، في إحدى الدراسات المبكرة، قال المشاركون إنه سواءٌ ولا فرق بين الحصول على 15 دولارًا على الفور أو 30 دولارًا بعد 3 أشهر، أو 60 دولارًا بعد عام واحد، أو 100 دولار بعد 3 سنوات. وتعكس هذه المساواة -(حالات خلق التساوي الذهني)- معدلات الخصم السنوية التي انخفضت بعامل نسبي غير ثابت من 277% إلى 139% إلى 63% مع تزايد فترات التأخير.  وهذا يتناقض مع الخصم الأسي، حيث ينخفض التقييم بعامل نسبي ثابت لكل وحدة تأخير ويظل معدل الخصم كما هو.
إن التجربة القياسية المستخدمة للكشف عن منحنى الخصم المغالي لموضوع الاختبار هي مقارنة التفضيلات قصيرة المدى مع التفضيلات طويلة المدى. على سبيل المثال: "هل تفضل دولارًا اليوم أم ثلاثة دولارات غدًا؟" أو "هل تفضل دولارًا في عام واحد أم ثلاثة دولارات في عام واحد ويوم واحد؟" لقد قيل أن نسبة كبيرة من الأشخاص سيأخذون المبلغ الأقل في يوم واحد، لكنهم سينتظرون بكل سرور يومًا إضافيًا واحدًا في السنة للحصول على المبلغ الأعلى بدلاً من ذلك.  يوصف الأفراد الذين لديهم مثل هذه التفضيلات بأنهم " متحيزون للحاضر ".
إن النتيجة الأكثر أهمية للخصم المغالي هي أنه يخلق تفضيلات مؤقتة للمكافآت الصغيرة التي تحدث عاجلاً على المكافآت الأكبر الآجلة. يكشف الأفراد الذين يستخدمون الخصم المغالي عن ميل قوي لاتخاذ خيارات غير متسقة مع مرور الوقت - فهم يتخذون اليوم خيارات يفضلون عدم اتخاذها في المستقبل، على الرغم من معرفتهم بنفس المعلومات. يحدث عدم الاتساق الديناميكي هذا لأن القطع الزائدة تشوه القيمة النسبية للخيارات مع اختلاف ثابت في التأخير بما يتناسب مع مدى بعد الشخص الصانع للاختيار عن تلك الخيارات. 